# Julie J. Chung
Julie Jiyoon Chung (* 1973 in Seoul) ist eine koreanisch-amerikanische Diplomatin und seit 2022 Botschafterin in Sri Lanka.

## Leben
Mit fünf Jahren emigrierte Chung mit ihrer Familie aus Südkorea nach Huntington Beach, Kalifornien. Sie erhielt einen Bachelor in Politikwissenschaft von der University of California San Diego und einen Master in Internationale Beziehungen von der Columbia University.
Nachdem sie 1996 als Pickering Fellow den US-amerikanischen Außendienst betrat, arbeitete sie zunächst u. a. im US-amerikanischen Konsulat in Guangzhou, den Botschaften in Japan, Vietnam, Kolumbien, Irak und Thailand und im Office of Korean Affairs. Darauf wurde sie Deputy Chief of Mission in Kambodscha und geschäftsführende Leiterin der Abteilung für Japan im Bureau of East Asian and Pacific Affairs, worauf sie im November 2018 die Rolle der Principal Deputy Assistant Secretary im Bureau of Western Hemisphere Affairs übernahm. Später erhielt sie den Posten der geschäftsführenden Assistant Secretary of State desselben Bureaus. 2021 ernannte sie der Präsident Joe Biden zur Botschafterin in Sri Lanka, die standardmäßig auch als Botschafterin auf den Malediven fungiert. Sie akkreditierte sich ein Jahr später.